# Gosekku
Il termine gosekku (五節句?) indica le cinque festività più importanti del calendario giapponese.
Sono celebrate soprattutto ai cambi di stagione e sono:
- Jinjitsu (festa delle sette erbe), 7 gennaio
- Hinamatsuri (festa delle bambole o festa delle bambine), 3 marzo
- Kodomo no hi (festa dei bambini), 5 maggio
- Tanabata (settima notte), 7 luglio
- Kiku no sekku (giorno dei crisantemi), 9 settembre

## Storia
Il calendario tradizionale giapponese, adottato nell'anno 604 e rimasto in vigore fino al 1873, era un calendario lunisolare, cioè basato sui movimenti reali del Sole e della Luna. Esso rappresentava con grande precisione i cambiamenti stagionali e climatici e per questo motivo è ancora utilizzato dai contadini giapponesi che ne usufruiscono per stabilire le date dei periodi di raccolta. Ad ognuno di questi cambi di stagione venne associata una festività poiché, secondo la tradizione e le superstizioni popolari, durante tali periodi dell'anno era più probabile il manifestarsi degli influssi malefici o contrarre malattie, a causa del cambiamento delle abitudini alimentari e del clima. Quindi vennero stabilite cinque festività principali, che insieme presero il nome di gosekku (五節句?), celebrate il settimo giorno del primo mese, il terzo giorno del terzo mese, il quinto giorno del quinto mese, il settimo giorno del settimo mese e il nono giorno del nono mese. La loro origine è quindi da ricercare nel tentativo dei giapponesi di allontanare la sfortuna e gli influssi negativi celebrando le divinità (神?, kami) della salute, della prosperità e della fertilità, in modo tale da ricevere in cambio la loro protezione.
Le prime testimonianze sulle cinque feste ci arrivano sotto forma di poemi o pitture del periodo Edo (1603-1868) ma, sempre secondo la tradizione, esse risalirebbero all'epoca dell'imperatore Uda (887-897), anche se la denominazione gosekku non sarebbe stata utilizzata fino al periodo Edo. Le tradizioni legate a queste feste resistono ancora nel Giappone moderno.

## Le feste

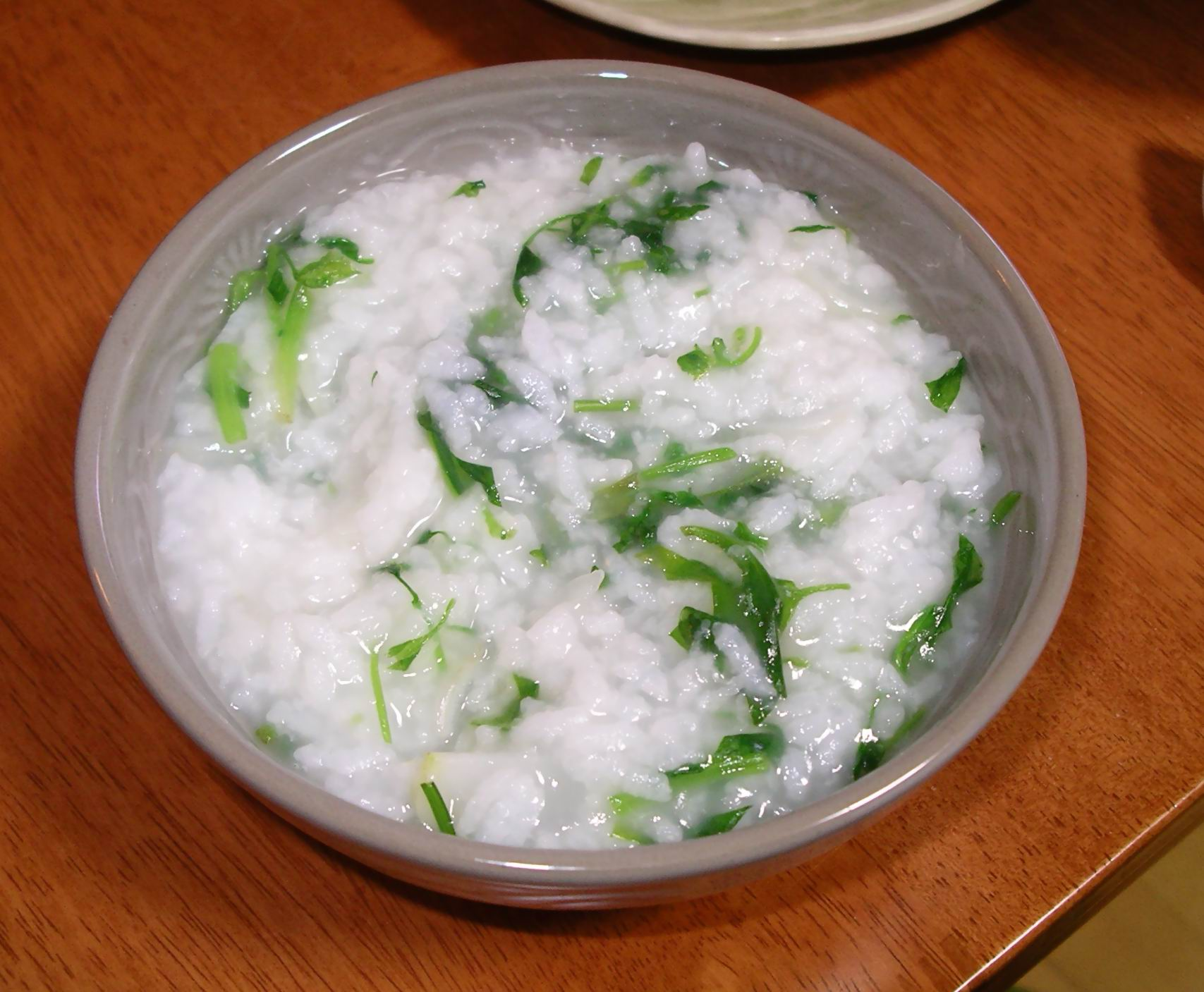
Nanakusa-gayu, pietanza tradizionale della festa di Jinjitsu

### Jinjitsu(7 gennaio)
La festa di Jinjitsu (人日?) è il corrispondente della festività cinese Renri e viene celebrata il 7 gennaio che, secondo la tradizione, fu il giorno della creazione dell'essere umano. In Giappone tale giorno fa parte dei festeggiamenti del Capodanno  ed è noto anche come "festa delle sette erbe", nome derivante dall'abitudine di mangiare del porridge di riso condito con sette erbe diverse (七草粥?, nanakusa-gayu) per assicurarsi la buona salute in vista dell'anno a venire.

### Hinamatsuri(3 marzo)
La festa hinamatsuri (雛祭り?) si festeggia il 3 marzo. È nota anche come "festa delle bambole" o "festa delle bambine" poiché è tradizione preparare delle piattaforme con un tappeto rosso sulle quali è esposto un insieme di bambole ornamentali le quali raffigurano l'imperatore, l'imperatrice, gli attendenti e i musicisti della corte imperiale con vestiti di corte del periodo Heian (794-1185). In questo giorno i familiari delle bambine pregano affinché vengano loro date bellezza e salute. Durante questa festività, infatti, si pensa che le bambine "passino" la sfortuna alle bambole, allontanandola da loro stesse.